# Brice Albin
Pour les articles homonymes, voir Albin.
Brice Albin, de son vrai nom Brice Albin Yamedzeu, né le 9 octobre 1988 à Bafoussam au Cameroun, est un animateur de radio et de télévision.

## Biographie

### Enfance et parcours scolaire
Brice Albin est né le 09 octobre 1988 à Bafoussam, à l’ouest Cameroun près de sa grand-mère. En 2022, il participe à une formation exécutive à la Northwestern University de Chicago aux États-Unis en leadership et business, grâce à la bourse Mandela Washington Fellowship.

## Carrière

### Carrière radiophonique
En 2003, il commence sa carrière à la CRTV (Cameroun, radio, télévision) dans sa ville natale en tant que journaliste et animateur. En 2005, il présente Pulsion tropicale, diffusée tous les week-end. Entre 2006 et 2008, pendant ses études à l’université de Dschang, Brice Albin anime la matinale de la radio communautaire radio Yemba. Il signe son premier contrat à Nostalgie Cameroun en juin 2009. De 2009 à 2016, il y anime plusieurs émissions: Happy days avec Laura Dave, Nosta Party, Le grand forum. En 2013, il présente Génération 2.0. La même année, il devient correspondant de l’émission Couleurs tropicales présentée par Claudy Siar sur Radio France International (RFI),. En 2016, il rejoint la radio Mediafrique, dont il devient chef de chaine un an plus tard. À partir de 2018 il est l’un des chroniqueurs de l’émission Légendes Urbaines diffusée sur RFI et France 24. En 2020, il a rejoint la radio Sweet FM en tant que directeur de la chaîne, et anime un temps la matinale avec le mannequin Valérie Ayena.

### Carrière télévisuelle
Brice Albin anime sa première émission de télévision, Tchin, en janvier 2008. L’émission est diffusée sur Canal 2 International et sur la chaine VoxAfrica.
En 2017, il est choisi pour présenter la cérémonie d’ouverture du plus important festival de cinéma en Afrique, Ecrans Noirs.
Pendant la coupe du monde 2022, Brice Albin coanime l’émission Play Africa. Depuis Janvier 2023, il est chroniqueur dans l’émission Avant-Première diffusée sur Canal+ pop,, émission dont il est devenu le rédacteur en chef en octobre 2023. Depuis janvier 2024, il est le présentateur et rédacteur en chef de la nouvelle émission de Canal+ pop "Un Jour Un crime", une émission d’enquête sur les grandes affaires criminelles en Afrique,.

### Chef d'entreprise et producteur d'émissions
En 2015, il crée Y Productions (Y Prod), qui assure le développement des industries culturelles et créatives du Cameroun ; il en est aussi le président directeur général. Avec cette société de production audiovisuelle et événementielle, il produit sa première émission de télévision Tchin depuis 2018.

## Distinctions
- Depuis 2020: ambassadeur en Afrique du cognac Hennessy[19].
- 2021: lauréat dans la catégorie Media du programme Young Leader[20],[21].